# Myrcia tijucensis
Myrcia tijucensis är en myrtenväxtart som beskrevs av Hjalmar Frederik Christian Kiaerskov. Myrcia tijucensis ingår i släktet Myrcia och familjen myrtenväxter. Inga underarter finns listade i Catalogue of Life.